# Exofonie
Exofonia este o formă a scriiturii creative de a scrie într-o limbă diferită de limba maternă a scriitorului. Deși fenomenul este cunoscut de foarte mult timp, termenul de exofonie este relativ recent, fiind introdus în domeniul literar și critic de criticii literari germani Susan Arndt, Dirk Naguschewski și Robert Stockhammer în 2007.

## Fenomen cultural
Unii dintre scriitorii exofoni pot fi bilinguali ori multilinguali încă din anii copilăriei lor, sau chiar poligloți, în timp ce alții pot scrie într-o altă limbă, diferită de cea maternă, care a fost învățată mai târziu. Uneori, o a doua sau o a treia limbă este învățată datorită imigrării sau exilului, nefiind prea clar dacă acești scriitori ar trebui clasați ca vorbitori și scriitori ne-nativi ai limbii respective. În aceste cazuri, se poate afirma că „Scriitura exofonică, fenomenul de a scrie în o a doua limbă, a crescut în întreaga Europă datorită migrării forței de muncă” (conform citatului, "Exophonic writing, the phenomenon of writing literature in a second language, is increasing across Europe due to labour migration".)
Termenul acoperă și noțiunea de translingualism și, deci, cea de scriitor translingual, fiind unul dintre acei termeni care poate fi utilizat pentru descrierea fenomenului. Termeni care pot fi considerați relativ apropiați sunt cei de transculturalism, scriere axială, postnaționalism sau chiar acela de postcolonialism, iar, în limba germană, termenii de Exophonie și Anders-Sprachigkeit, Interkulturelle Literatur (literatură interculturală), Gastarbeiterliteratur (literatură muncitorilor oaspeți), Ausländerliteratur (literatura străinilor) și cel de Migrantenliteratur (literatura migranților).

## Motivații
Motivațiile care care pot servi ca bază scriitorilor exofoni pot fi foarte diverse, de la evitarea pierderii limpezimii și nuanțelor scriiturii prin traducere neadecvată la certitudinea de a face un anumit manifest politic. Asrfel, scriitorul Yoko Tawada a folosit exofonia, în limba sa maternă, japoneza, și în limba sa învățată, germana, în încercarea sa de a demistifica conceptul ultranaționalist de minunata limbă japoneză.

## Românii și exofonia
Autorii români, de orice orientare, de la cei religioși și teologici, la cei moderni și contemporani, au folosit exofonia, ca modalitate de expresie nuanțată încă din timpurile dinaintea inventării tipăriturii cu litere mobile de către Johannes Gutenberg.
Astfel se pot menționa, printre mulți alții, următorii români remarcabili, absolut toți multi-poligloți: cronicarul Macarie, mitropolitul și cărturarul Dimitrie Dosoftei Barilă (cunoscut, mai ales, ca Dosoftei) latinistul Teodor Corbea, eruditul domn Dimitrie Cantemir, domnitorul Constantin Brâncoveanu, mitropolitul Sava Brancovici, foarte mulți dintre pașoptiștii români, printre care se pot remarca Vasile Alecsandri, Goleștii, Heliade-Rădulescu

## Vezi și
- Bilingvism
- Listă de scriitori exofoni
- Multilingvism
- Poligloție
- Scriitura într-o limbă străină